# Sylvester-Medaille
Die Sylvester-Medaille (englisch Sylvester Medal) ist eine britische Auszeichnung der Royal Society für Forscher auf dem Gebiet der Mathematik. Sie besteht aus Bronze und ist mit 1000 Pfund Sterling dotiert. Die Sylvester-Medaille wurde seit 1901 alle drei Jahre für besondere Verdienste in der mathematischen Forschung vergeben. Seit 2010 erfolgt die Vergabe der Medaille in wechselnden Abständen. Die Medaille wurde nach dem Mathematiker James Joseph Sylvester (1814–1897) benannt.

## Träger der Sylvester-Medaille
In der folgenden Tabelle sind die Träger der seit Anbeginn 1901 verliehenen Auszeichnung vollständig aufgelistet. In der Spalte „Begründung“ sind der englische Originaltext sowie eine deutsche Übersetzung des Begründungstextes vermerkt.
| Jahr | Wissenschaftler                  | Begründung |
| ---- | -------------------------------- | --- |
| 1901 | Henri Poincaré                   | “For his many and important contributions to mathematical science.” Für seine vielen und wichtigen Beiträge zur Mathematik. |
| 1904 | Georg Cantor                     | “For his brilliant researches in the theories of aggregates and of sets of points of the arithmetic continuum, of transfinite numbers, and Fouriers series.” Für seine brillanten Forschungen zur Mannigfaltigkeitslehre und zur Theorie von Punktmengen im arithmetischen Kontinuum, von transfiniten Zahlen und Fourierreihen. |
| 1907 | Wilhelm Wirtinger                | “For his contributions to the general theory of functions.” Für seine Beiträge zur Allgemeinen Funktionentheorie. |
| 1910 | Henry Frederick Baker            | “For his researches in the theory of Abelian functions and for his edition of Sylvesters Collected Works.” Für seine Forschungen in der Theorie Abelscher Funktionen und für seine Herausgabe von Sylvesters gesammelten Werken. |
| 1913 | James Whitbread Lee Glaisher     | “For his mathematical researches, especially those in connection with the theory of numbers and the theory of elliptic functions..” Für seine mathematischen Forschungen, speziell diejenigen im Zusammenhang mit der Zahlentheorie und der Theorie elliptischer Funktionen. |
| 1916 | Jean Gaston Darboux              | “For his distinguished contributions to mathematical science.” Für seine vorzüglichen Beiträge zur Mathematik. |
| 1919 | Percy Alexander MacMahon         | “For his researches in pure mathematics, especially in connection with the partition of numbers and analysis.” Für seine Forschungen in der Reinen Mathematik, besonders im Zusammenhang mit Zahlenpartitionen und Analysis. |
| 1922 | Tullio Levi-Civita               | “For his researches in geometry and mechanics.” Für seinen Forschungen in der Geometrie und Mechanik. |
| 1925 | Alfred North Whitehead           | “For his researches on the foundations of mathematics.” Für seinen Forschungen zu den Grundlagen der Mathematik. |
| 1928 | William Henry Young              | “For his contributions to the theory of functions of a real variable.” Für seine Beiträge zur Theorie der Funktionen einer reellen Variable. |
| 1931 | Edmund Taylor Whittaker          | “For his original contributions to both pure and applied mathematics.” Für seine eigenen Beiträge zur Reinen und Angewandten Mathematik. |
| 1934 | Bertrand Russell                 | “For his distinguished work on the foundations of mathematics.” Für seine ausgezeichnete Arbeit über die Grundlagen der Mathematik. |
| 1937 | Augustus Edward Hough Love       | “For his researches in classical mathematical physics, particularly the mathematical theories of elasticity and hydro-dynamics.” Für seine Forschungen in der klassischen Mathematischen Physik, insbesondere zu den mathematischen Theorien der Elastizität und Hydrodynamik. |
| 1940 | Godfrey Harold Hardy             | “For his important contributions to many branches of pure mathematics.” Für seine wichtigen Beiträge zu vielen Zweigen der Reinen Mathematik. |
| 1943 | John Edensor Littlewood          | “For his mathematical discoveries and supreme insight in the analytical theory of numbers.” Für seine mathematischen Entdeckungen und seinen unübertroffen tiefen Einblick in die analytische Zahlentheorie. |
| 1946 | George Neville Watson            | “For his distinguished contributions to pure mathematics in the field of mathematical analysis and in particular for his work on asymptotic expansion and on general transforms.” Für seine hervorragenden Beiträge zur Reinen Mathematik auf dem Gebiet der Analysis und besonders für seine Arbeit zur asymptotischen Expansion und zu allgemeinen Transformationen. |
| 1949 | Louis Mordell                    | “For his distinguished researches in pure mathematics, especially for his discoveries in the theory of numbers.” Für seine vorzüglichen Forschungen in der Reinen Mathematik, insbesondere für seine Entdeckungen in der Zahlentheorie. |
| 1952 | Abram Samoilowitsch Besikowitsch | “For his outstanding work on almost-periodic functions, the theory of measure and integration and many other topics of theory of functions.” Für seine herausragende Arbeit zu fastperiodischen Funktionen, zur Maßtheorie und Integraltheorie sowie vieler weiterer Gebiete der Funktionentheorie. |
| 1955 | Edward Charles Titchmarsh        | “For his distinguished researches on the Riemann zeta-function, analytical theory of numbers, Fourier analysis, and eigen-function expansions.” Für seine vorzüglichen Forschungen über die Riemannsche Zeta-Funktion, analytische Zahlentheorie, Fourieranalyse und Eigenfunktionsentwicklungen. |
| 1958 | Maxwell Herman Alexander Newman  | “For his distinguished contributions to combinatory topology, Boolean algebras and mathematical logic.” Für seine vorzüglichen Beiträge zur kombinatorischen Topologie, zu Booleschen Algebren und zur Mathematischen Logik. |
| 1961 | Philip Hall                      | “For his distinguished researches in algebra.” Für seine vorzüglichen Forschungen in der Algebra. |
| 1964 | Mary Lucy Cartwright             | “For her distinguished contributions to analysis and the theory of functions of a real and complex variable.” Für ihre vorzüglichen Beiträge zur Analysis und zur Theorie der Funktionen einer reellen oder komplexen Variable. |
| 1967 | Harold Davenport                 | “For his many distinguished contributions to the theory of numbers.” Für seine vielen vorzüglichen Beiträge zur Zahlentheorie. |
| 1970 | George Frederick James Temple    | “For his many distinguished contributions to applied mathematics, especially in his work on distribution theory.” Für seine vorzüglichen Beiträge zur Angewandten Mathematik, besonders in seiner Arbeit zur Theorie der Distributionen. |
| 1973 | John William Scott Cassels       | “For his numerous important contributions to the theory of numbers.” Für seine zahlreichen wichtigen Beiträge zur Zahlentheorie. |
| 1976 | David George Kendall             | “For his many distinguished contributions to probability theory and its applications.” Für seine vielen vorzüglichen Beiträge zur Wahrscheinlichkeitstheorie und ihren Anwendungen. |
| 1979 | Graham Higman                    | “For his distinguished and profoundly influential contributions to the theory of finite and infinite groups.” Für seine vorzüglichen und sehr einflussreichen Beiträge zur Theorie endlicher und unendlicher Gruppen. |
| 1982 | John Frank Adams                 | “For his solution of several outstanding problems of algebraic topology and of the methods he invented for this purpose which have proved of prime importance in the theory of the subject.” Für seine Lösung mehrerer bis dahin ungelöster Probleme der Algebraischen Topologie und für die von ihm hierfür erdachten Methoden, die sich als von entscheidender Wichtigkeit für die Theorie dieses Fachgebiets herausstellten. |
| 1985 | John Griggs Thompson             | “For his fundamental contributions leading to the complete classification of all finite simple groups.” Für seine grundlegenden Beiträge in Richtung zur vollständigen Klassifikation der endlichen einfachen Gruppen. |
| 1988 | Charles T. C. Wall               | “For his contributions to the topology of manifolds and related topics in algebra and geometry.” Für seine Beiträge zur Topologie der Mannigfaltigkeiten und verwandte Gebiete der Algebra und Geometrie. |
| 1991 | Klaus Friedrich Roth             | “For his many contributions to number theory and in particular his solution of the famous problem concerning approximating algebraic numbers by rationals.” Für seine vielen Beiträge zur Zahlentheorie und insbesondere für seine Lösung des berühmten Problems bezüglich der Approximation algebraischer Zahlen durch rationale Zahlen. |
| 1994 | Peter Whittle                    | “For his major distinctive contributions to time series analysis, to optimisation theory, and to a wide range of topics in applied probability theory and the mathematics of operational research.” Für seine entscheidenden Beiträge zur Zeitreihenanalyse, zur Optimierungstheorie und zu einem weiten Gebiet von Themen der Angewandten Stochastik und des Operations Research. |
| 1997 | Harold Scott MacDonald Coxeter   | “For his achievements in geometry, notably projective geometry, non-euclidean geometry and the analysis of spatial shapes and patterns, and for his substantial contributions to practical group-theory which pervade much modern mathematics.” Für seine Errungenschaften in der Geometrie, speziell der Projektiven und Nichteuklidischen Geometrie sowie der Analysis räumlicher Formen und Muster, und für seine substanziellen Beiträge zur Angewandten Gruppentheorie, die vieles der modernen Mathematik durchdringen.             |
| 2000 | Nigel James Hitchin              | “For his important contributions to many parts of differential geometry combining this with complex geometry, integrable systems and mathematical physics interweaving the most modern ideas with the classical.” Für seine wichtigen Beiträge zu vielen Gebieten der Differentialgeometrie, die diese mit Komplexer Geometrie, integrierbaren Systemen und Mathematischer Physik zusammenbringen, wodurch die sehr modernen Ideen mit den klassischen in Verbindung gebracht werden.                                                     |
| 2003 | Lennart Carleson                 | “For his deep and fundamental contributions to mathematics in the field of analysis and complex dynamics. His most spectacular achievement was the proof of the convergence almost everywhere of the Fourier Series of square integrable and continuous functions.” Für seine tiefen und grundlegenden Beiträge zur Mathematik auf den Gebieten der Analysis und der Komplexen Dynamik. Seine spektakulärste Errungenschaft war der Beweis der Fast-Überall-Konvergenz von Fourier-Reihen quadratisch integrierbarer stetiger Funktionen. |
| 2006 | Peter Swinnerton-Dyer            | “For his fundamental work in arithmetic geometry and his many contributions to the theory of ordinary differential equations.” Für seine grundlegende Arbeit zur Arithmetischen Geometrie und für seine vielen Beiträge zur Theorie gewöhnlicher Differentialgleichungen. |
| 2009 | John M. Ball                     | “For his seminal work in mechanics and nonlinear analysis and his encouragement of mathematical research in developing countries.” Für seine hocheinflussreiche Arbeit zur Mechanik und nichtlinearen Analysis und für seine Förderung der mathematischen Forschung in Entwicklungsländern. |
| 2010 | Graeme Segal                     | “For his highly influential and elegant work on the development of topology, geometry and quantum field theory, bridging the gap between physics and pure mathematics.” Für seine hocheinflussreiche und elegante Arbeit zur Entwicklung der Topologie, Geometrie und Quantenfeldtheorie, die die Lücke zwischen Physik und Reiner Mathematik überbrückt. |
| 2012 | John Francis Toland              | “For his original theorems and remarkable discoveries in nonlinear partial differential equations, including applications to water waves.” Für seine neuartigen Theoreme und bemerkenswerten Entdeckungen bei den nichtlinearen partiellen Differentialgleichungen, einschließlich der Anwendungen auf Wasserwellen. |
| 2014 | Ben Green                        | “For his famous result on primes in arithmetic progression, and his subsequent proofs of a number of spectacular theorems over the last five to ten years.” Für sein berühmtes Ergebnis zu den Primzahlen und der arithmetischen Progression und für seine nachfolgenden Beweise mehrerer spektakulärer Theoreme in den letzten fünf bis zehn Jahren. |
| 2016 | Timothy Gowers                   | “For his groundbreaking results in the theory of Banach spaces, pure combinatorics, and additive number theory.” Für seine bahnbrechenden Ergebnisse in der Theorie der Banachräume, reiner Kombinatorik und additiver Zahlentheorie. |
| 2018 | Dusa McDuff                      | “For leading the development of the new field of symplectic geometry and topology.” Für führende Beiträge auf dem neuen Gebiet der symplektischen Geometrie und Topologie. |
| 2019 | Peter Sarnak                     | “For transformational contributions across number theory, combinatorics, analysis and geometry.” Für umwälzende Beiträge in Zahlentheorie, Kombinatorik, Analysis und Geometrie. |
| 2020 | Bryan Birch                      | “His work has played a major role in driving the theory of elliptic curves, through the Birch-Swinnerton-Dyer conjecture and the theory of Heegner points.” |
| 2021 | Frances Kirwan                   | “For her research on quotients in algebraic geometry, including links with symplectic geometry and topology, which has had many applications.” |
| 2022 | D. R. Heath-Brown                | “For his many important contributions to the study of prime numbers and solutions to equations in integers.” |
| 2023 | Miles Reid                       | “For his exceptionally creative research and fundamental insights into higher-dimensional algebraic geometry, in particular the minimal model program for 3-folds, and for untiring work for the community of algebraic geometers.” |
| 2024 | Philip Maini                     | “For his contributions to mathematical biology, especially the interdisciplinary modelling of biomedical phenomena and systems.” |